# Nejvyšší hory Idaha

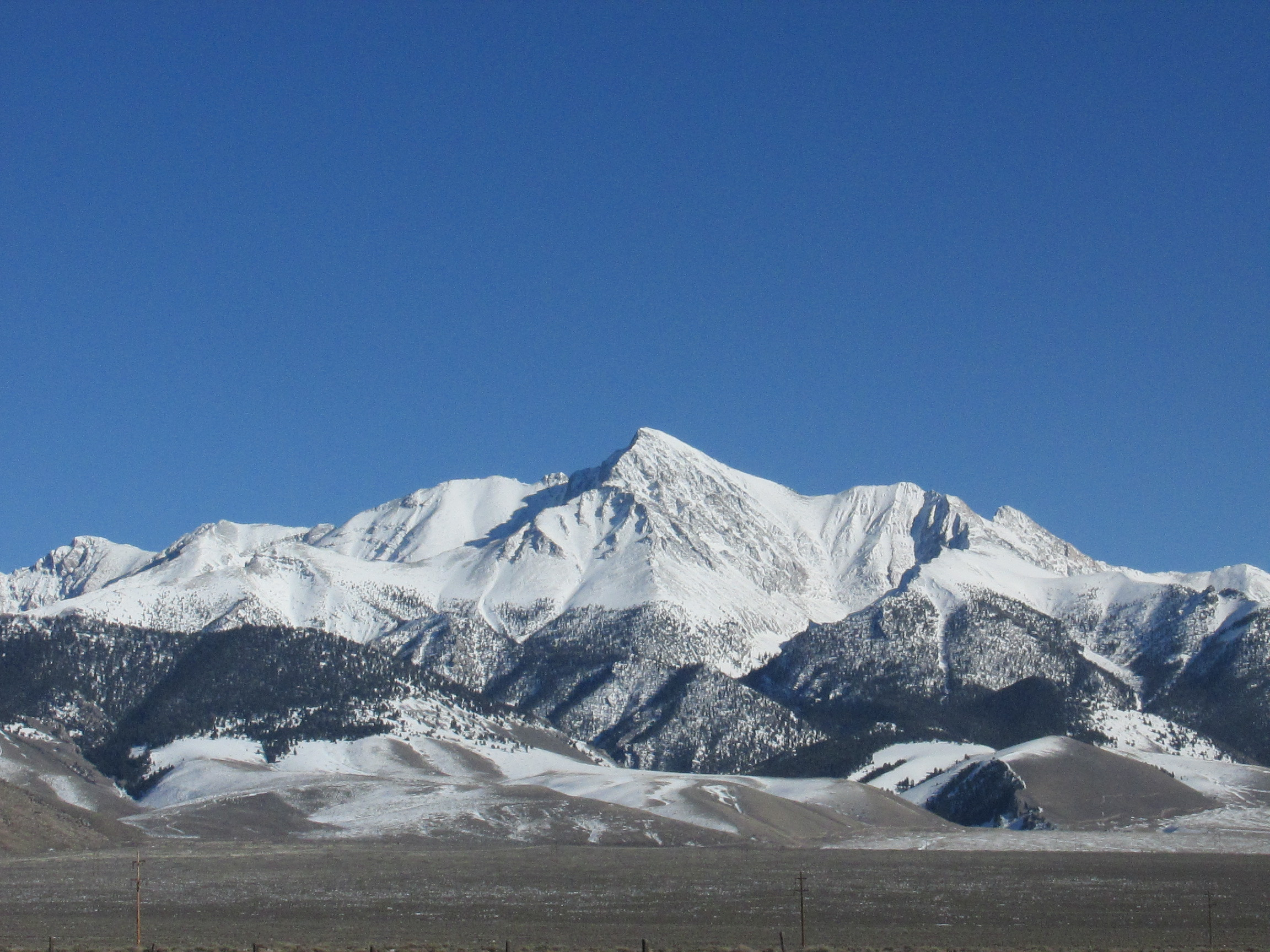
Borah Peak

Nejvyšší hory Idaha. Idaho se nachází na severozápadě Spojených států amerických, mezi státy Washington a Oregon na západě a Montana a Wyoming na východě. Idaho je hornatý stát převážně se suchým kontinentálním podnebím.
Nejvyšší horská pásma a vrcholy se nachází v centrální části státu. Severně leží Salmon River Mountains, ze severozápadu na jihovýchod se rozkládají pohoří: Sawtooth Range, Pioneer Mountains, Lost River Range a Lemhi Range. Nejvyšší horou Idaha je Borah Peak (3 859 m) v pohoří Lost River Range. Ve východní části státu se nachází pohoří Clearwater Mountains, na hranici s Montanou pak Bitterroot Range. Na severu leží Cabinet Mountains, jih Idaha zaujímá nížina Snake River Plain. Všechna pohoří v Idahu jsou součástí Skalnatých hor.

## 10 nejvyšších hor Idaha

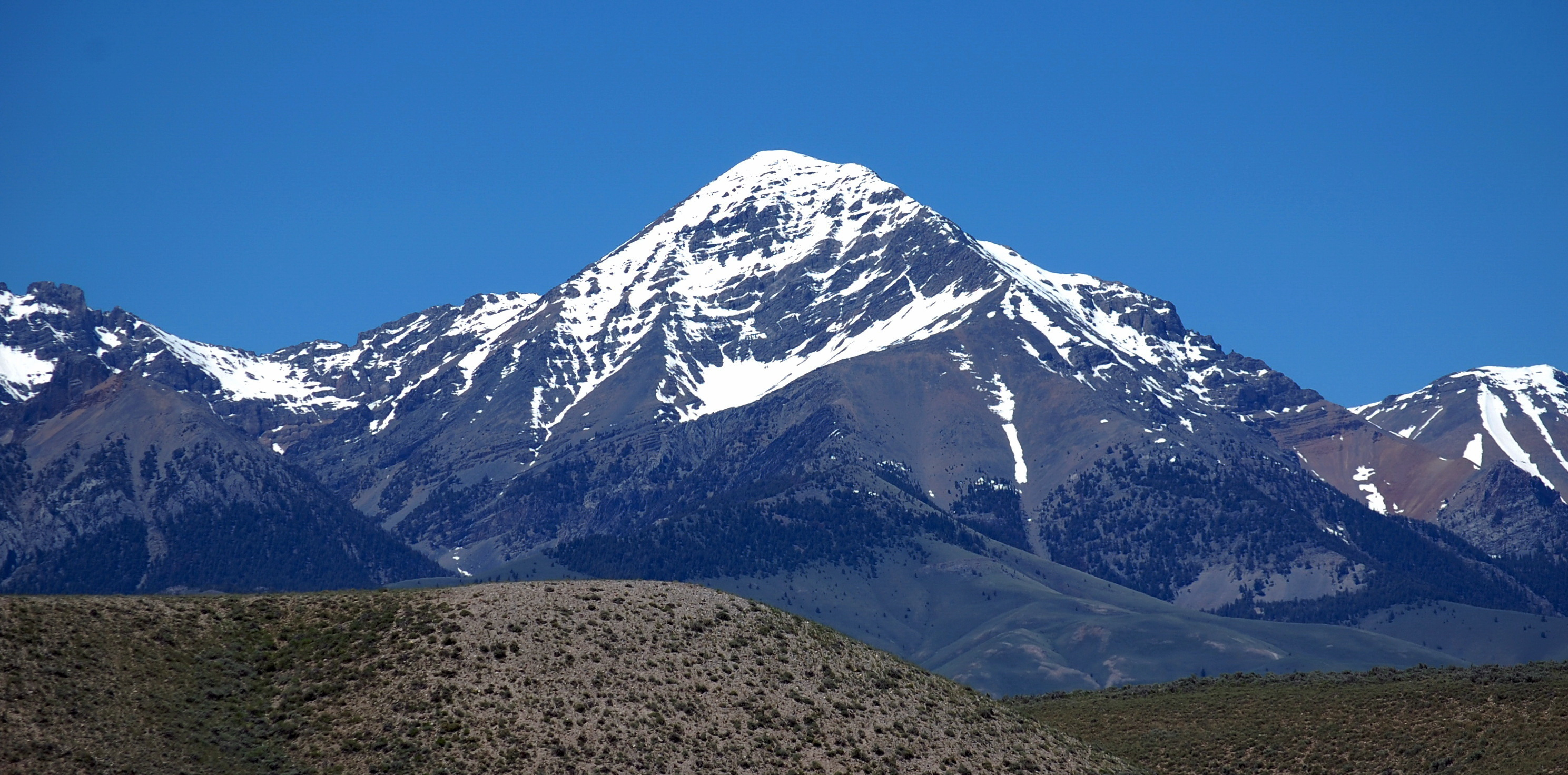
Diamond Peak

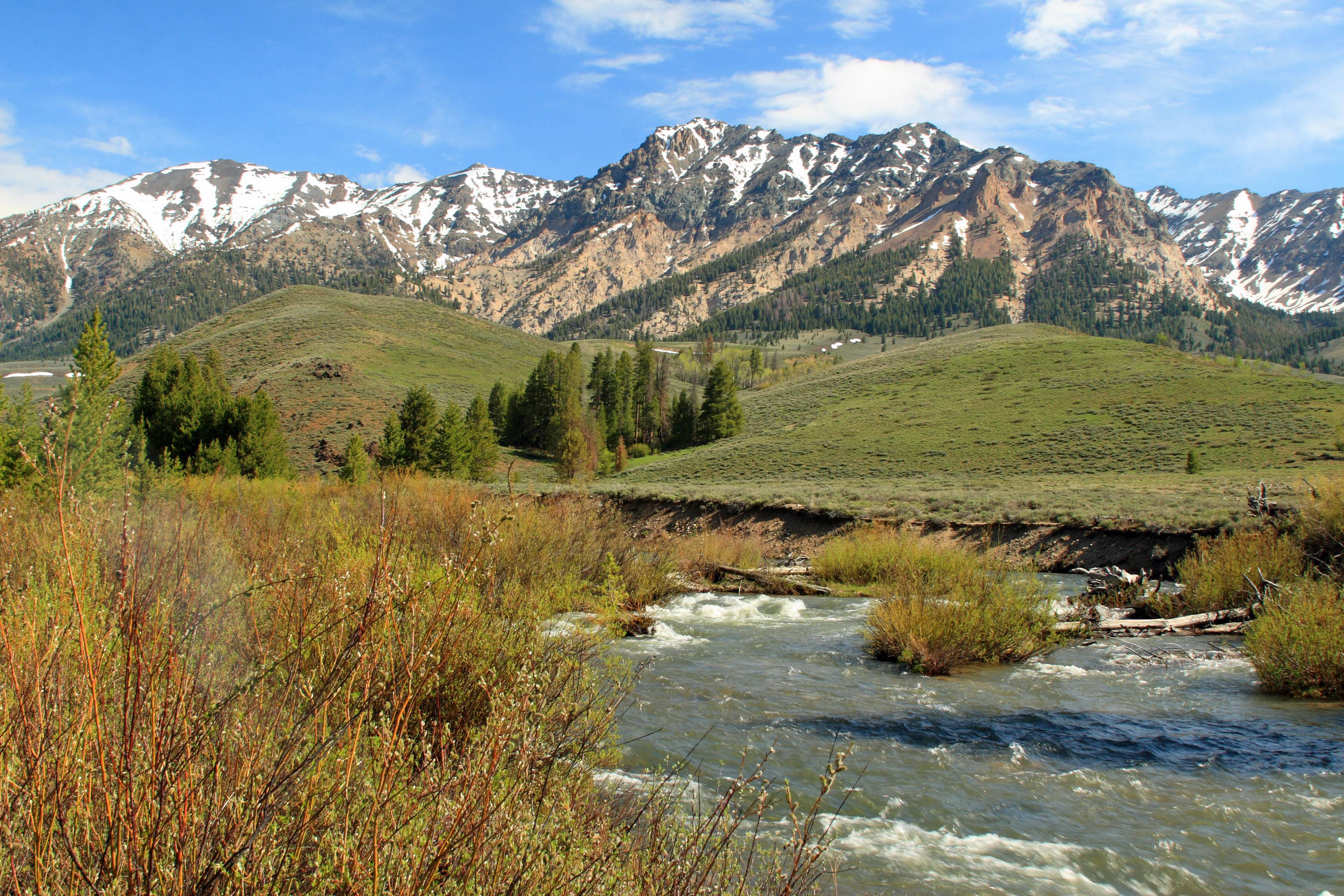
Boulder Mountains

Ve výčtu hor jsou zastoupeny pouze vrcholy s prominencí vyšší než 500 metrů.
|    | Vrchol          | Pohoří                | Výška (m) | Prominence (m) | Izolace (km) |
| -- | --------------- | --------------------- | --------- | -------------- | ------------ |
| 1  | Borah Peak      | Lost River Range      | 3 859     | 1 823          | 242,6        |
| 2  | Leatherman Peak | Lost River Range      | 3 727     | 508            | 7,1          |
| 3  | Diamond Peak    | Lemhi Range           | 3 718     | 1 639          | 51,2         |
| 4  | Hyndman Peak    | Pioneer Mountains     | 3 660     | 1 465          | 48,5         |
| 5  | USGS Peak       | Lost River Range      | 3 652     | 543            | 6,7          |
| 6  | Castle Peak     | White Cloud Mountains | 3 601     | 1 224          | 44           |
| 7  | Ryan Peak       | Boulder Mountains     | 3 570     | 973            | 20,9         |
| 8  | Bell Mountain   | Lemhi Range           | 3 539     | 528            | 13,6         |
| 9  | Glassford Peak  | Boulder Mountains     | 3 536     | 537            | 5,8          |
| 10 | Smiley Mountain | Pioneer Mountains     | 3 508     | 801            | 18,2         |

## 5 vrcholů s nejvyšší prominencí

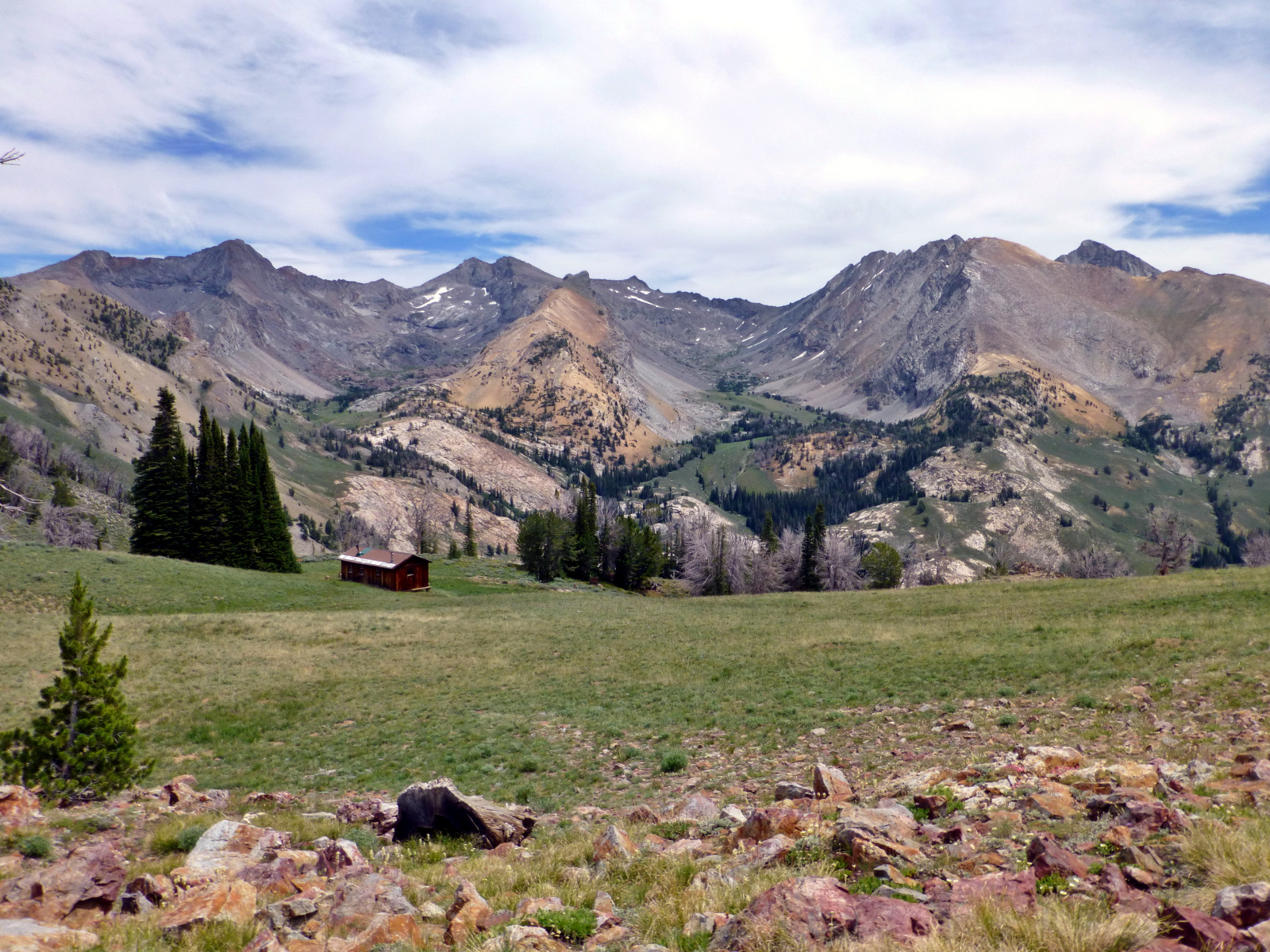
Pioneer Mountains

Vrcholy s nejvyšší prominencí.
|   | Vrchol         | Pohoří                 | Výška (m) | Prominence (m) | Izolace (km) |
| - | -------------- | ---------------------- | --------- | -------------- | ------------ |
| 1 | Borah Peak     | Lost River Range       | 3 859     | 1 823          | 242,6        |
| 2 | Diamond Peak   | Lemhi Range            | 3 718     | 1 639          | 51,2         |
| 3 | He Devil       | Seven Devils Mountains | 2 865     | 1 585          | 50,6         |
| 4 | Hyndman Peak   | Pioneer Mountains      | 3 660     | 1 465          | 48,5         |
| 5 | Scotchman Peak | Cabinet Mountains      | 2 137     | 1 418          | 24,2         |

## 10 nejvyšších hor Idaha s prominencí vyšší než 100 metrů

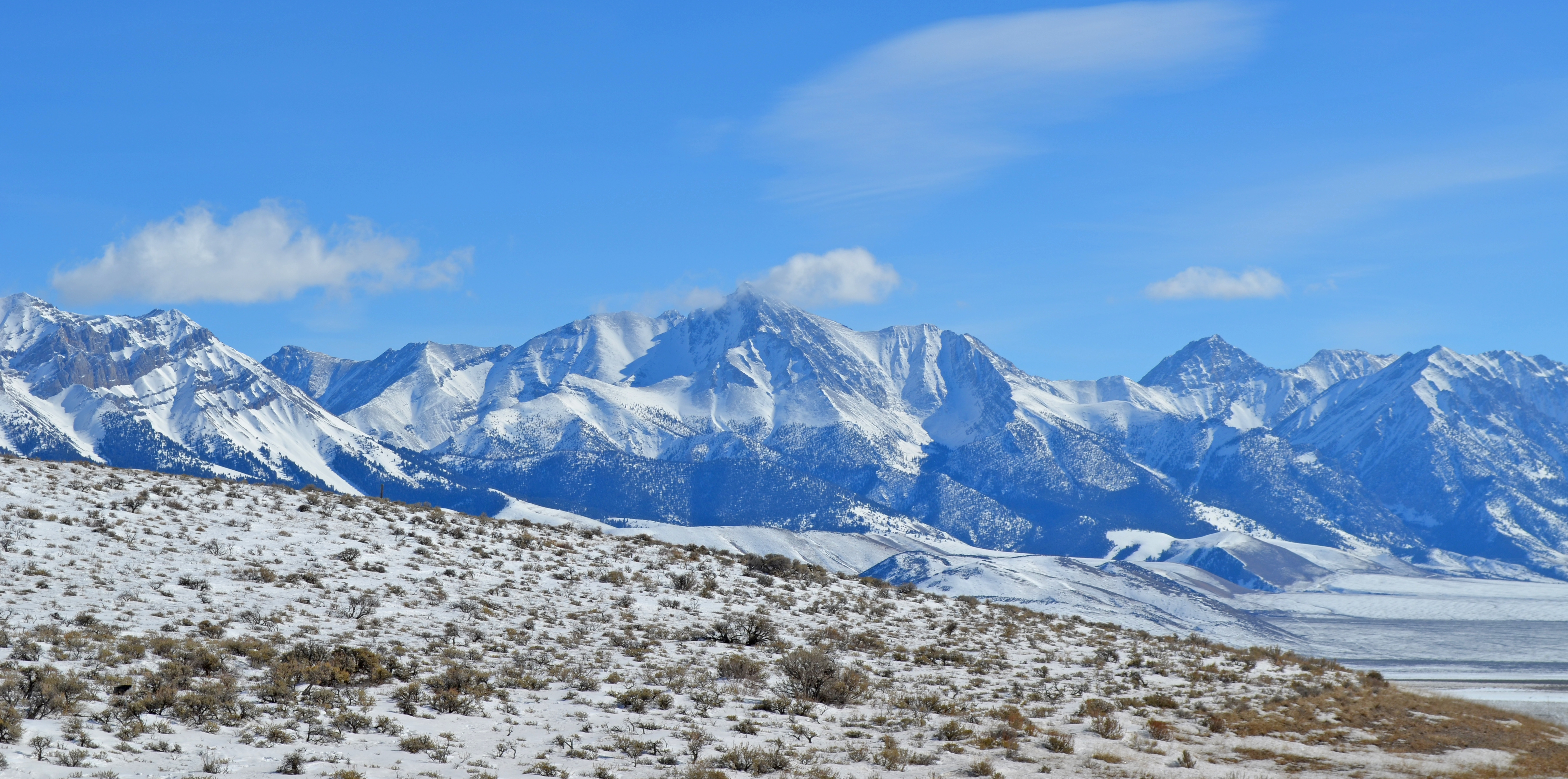
Lost River Range

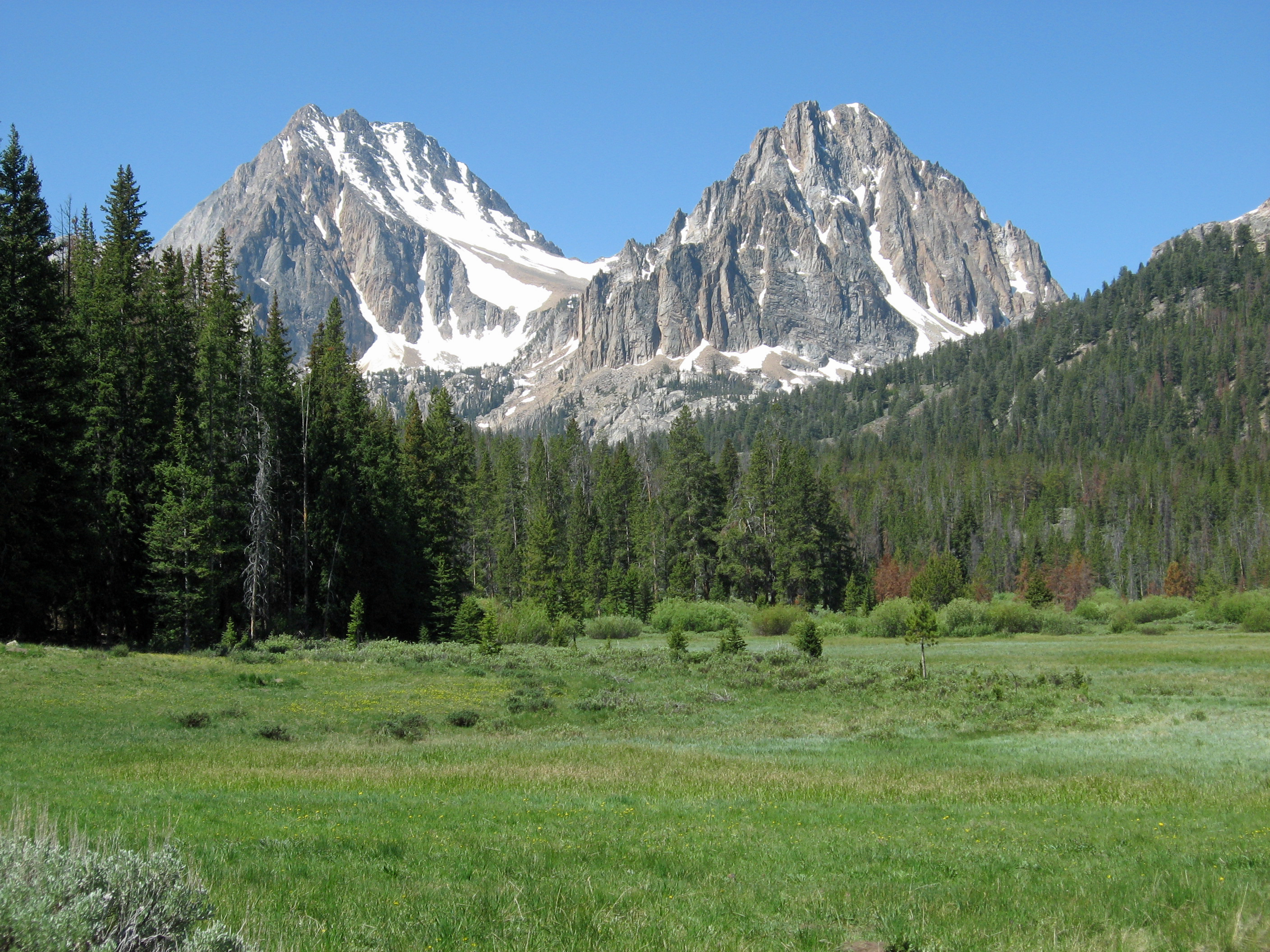
Castle Peak a Merriam Peak

Ve výčtu hor jsou zastoupeny pouze vrcholy s prominencí vyšší než 100 metrů.
|    | Vrchol              | Pohoří            | Výška (m) | Prominence (m) | Izolace (km) |
| -- | ------------------- | ----------------- | --------- | -------------- | ------------ |
| 1  | Borah Peak          | Lost River Range  | 3 859     | 1 823          | 242,6        |
| 2  | Leatherman Peak     | Lost River Range  | 3 727     | 508            | 7,1          |
| 3  | Mount Church        | Lost River Range  | 3 719     | 281            | 2,4          |
| 4  | Diamond Peak        | Lemhi Range       | 3 718     | 1 639          | 51,2         |
| 5  | Mount Breitenbach   | Lost River Range  | 3 700     | 189            | 3,3          |
| 6  | Lost River Mountain | Lost River Range  | 3 681     | 206            | 2,9          |
| 7  | Mount Idaho         | Lost River Range  | 3 677     | 324            | 3,2          |
| 8  | Hyndman Peak        | Pioneer Mountains | 3 660     | 1 465          | 48,5         |
| 9  | USGS Peak           | Lost River Range  | 3 652     | 543            | 6,7          |
| 10 | Peak 11967          | Lost River Range  | 3 648     | 185            | 1,4          |